# John Hannah (football américain)
Pour les articles homonymes, voir John Hannah.
College Football Hall of Fame 1999
Pro Football Hall of Fame 1991
(en) Statistiques sur pro-football-reference
John Allen « Hog » Hannah, né le 4 avril 1951 à Canton (Géorgie), est un joueur américain de football américain ayant évolué comme offensive guard.
Il effectue sa carrière universitaire aux Alabama Crimson Tide de l'Université d'Alabama, puis est drafté en 1973 à la 4e place (premier tour) par les Patriots de la Nouvelle-Angleterre avec lesquels il fera toute sa carrière sportive.
Sa première saison est marquée par une blessure à la jambe. Cependant, Hannah ne manque que 8 matchs des 191 possibles sur ses treize saisons, cinq pour blessure et trois pour une dispute sur son contrat.
Il est sélectionné neuf fois au Pro Bowl (1976, 1978, 1979, 1980, 1981, 1982, 1983, 1984 et 1985) et dix fois consécutivement en tant que All-Pro. Il participe au Super Bowl XX de la saison NFL 1985 mais le perd face aux Bears de Chicago.
Son numéro 73 a été retiré par la franchise de la Nouvelle-Angleterre.
Il fait partie de l'Équipe NFL de la décennie 1970 et celle de 1980 et est intronisé au Pro Football Hall of Fame en 1991. Hannah est également dans la meilleure équipe des 75 ans de la NFL.
John Hannah a une philosophie du football américain fondée sur le physique, et pense que ce n'est pas un sport pour les faibles.
Après sa carrière de joueur, il entraîne quelques années des équipes de football américain du niveau du lycée.